# Белимбаев, Закария
Закария Белимбаев (9 мая 1917 года — 5 июня 1982 года) — участник Великой Отечественной войны, понтонёр 21-го отдельного понтонно-мостового батальона  60-й армии Центрального фронта, красноармеец, Герой Советского Союза (1943).

## Биография
Родился 9 мая 1917 года в селе Аркат (ныне Абайский район, Восточно-Казахстанская область, Казахстан) в семье крестьянина. Казах. Член ВКП(б)/КПСС с 1945 года. Окончил неполную среднюю школу. Работал в совхозе.
В Красной Армии с 1939 года. Участник Великой Отечественной войны с июня 1941 года.
Понтонёр 18-го отдельного понтонно-мостового батальона (3-я понтонно-мостовая бригада, 60-я армия, Центральный фронт) красноармеец Закария Белимбаев отличился при форсировании реки Днепр севернее столицы Украины города Киева в конце сентября 1943 года. Батальон, в котором служил красноармеец Белимбаев, получил приказ обеспечить переправу частей Красной Армии через реку. В ночь на 24 сентября 1943 года понтоны, загруженные людьми и техникой, двинулись к вражескому берегу. Гитлеровцы открыли по ним губительный огонь. Понтонёры один за другим выходили из строя. Получил тяжёлое ранение командир отделения. Красноармеец Белимбаев принял командование на себя. Он проявил исключительное хладнокровие и мужество, принял все меры к спасению людей, организовал заделку появившихся в понтоне пробоин. В результате отважный воин-понтонёр первым перебросил десант на правый берег Днепра. В течение нескольких суток под огнём противника Белембаев переправлял личный состав и технику. При повреждении парома быстро устранил неисправность.
Указом Президиума Верховного Совета СССР от 17 октября 1943 года за образцовое выполнение боевых заданий командования на фронте борьбы с немецко-фашистским захватчиками и проявленные при этом мужество и героизм красноармейцу Белимбаеву Закарие присвоено звание Героя Советского Союза с вручением ордена Ленина и медали «Золотая Звезда» (№ 1765).
После войны мужественный воин демобилизован, вернулся в родное село. Работал в совхозе «Аркатский». Скончался 5 июня 1982 года.

## Награды
- Медаль «Золотая Звезда» Героя Советского Союза
- Орден Ленина
- Орден Отечественной войны 2-й степени